# سید باقر شادمان ولوی
سید باقر شادمان ولوی سیاست‌مدار ایرانی بود، که در دوره بیست و چهارم مجلس شورای ملی بعنوان نماینده تاکستان از استان قزوین در مجلس شورای ملی حضور داشت.